# Präfekturuniversität für Pflegewissenschaft Niigata

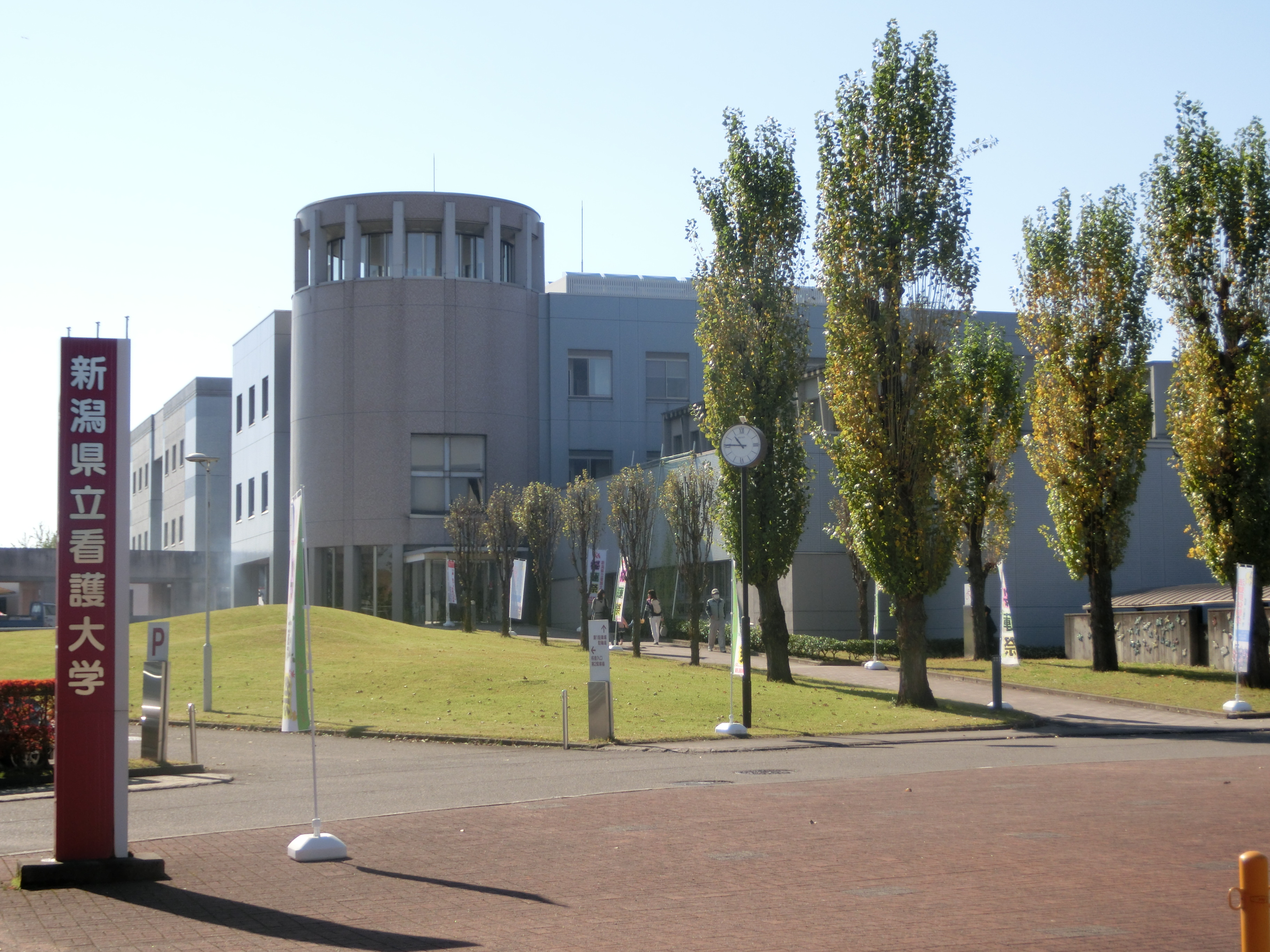
Haupteingang (2016)

Die Präfekturuniversität für Pflegewissenschaft Niigata (japanisch 新潟県立看護大学 Niigata-kenritsu kango daigaku; engl. Niigata College of Nursing, kurz: NCN) ist eine öffentliche Universität in Jōetsu in der Präfektur Niigata (Japan).
Gegründet wurde die Universität 1994 als Präfekturale Kurzuniversität für Pflegewissenschaft Niigata (新潟県立看護短期大学, Niigata-kenritsu kango tanki daigaku), neben dem Präfekturalen Zentralen Krankenhaus Niigata. Sie war eine 3-jährige Hochschule mit 1-jährigen Aufbaukursen (Regionale Pflegewissenschaft und Hebammenausbildung).
2002 wurde die 4-jährige Präfekturuniversität für Pflegewissenschaft Niigata gegründet, und die Kurzuniversität wurde 2005 geschlossen. 2006 richtete sie die Graduiertenschule (Masterstudiengang) ein, 2018 dann den Doktorkurs. Seit 1994 bleibt der englische Name unverändert.

## Fakultäten
- Fakultät für Pflegewissenschaft